# Марш Плевны
Марш Плевны или Марш Османа паши (тур. Plevne Marşı / Osman Paşa Marşı) — османский военный марш, написанный в память об Османе Нури-паше, возглавлявшего османскую армию при осаде Плевны. 

## История

### Авторство
Марш был написан в 1910 году Хафизом Яшар-беем и его группой под названием "Марш старой плевны". В иных источниках утверждается, что марш был написан Митхатом эфенди, а композиция Дикраном Чухаджияном. Другие же источники ссылаются на Жоржа Пера и Эдуарда Таксима.

### Переворот 1960 года
В ходе государственного переворота в Турции в 1960 году марш приобрёл новый смысл. В него были добавлены слова критикующие Демократическую партию Турции. Такой вариант марша исполнялся на уличных демонстрациях.

## Значение марша
Для турецкого народа марш имеет сакральный смысл. В нём поётся об осаде Плевны, одном из важных эпизодов русско-турецкой войны. В этой войне Османская империя потерпела поражение, а Плевна была оставлена. Однако в ходе сражения османский маршал Осман Нури-паша проявил талантливые способности военноначальника и заслужил уважение со стороны противника. За это в его честь был написан марш.

## Текст
| Оригинал | Перевод |
| --- | --- |
| Tuna nehri akmam diyor Etrafımı yıkmam diyor Şanı büyük Osman Paşa Plevne'den çıkmam diyor Düşman Tuna'yı atladı Karakolları yokladı Osman Paşa'nın kolunda Beş bin top birden patladı | Дунай река говорит, что не потечет И не разрушит округу Славой великий Осман-паша Говорит, что не покинет Плевну Враг прошел через Дунай Проверил пограничные посты И в руках Османа-паши Взорвались пять тысяч пушек одновременно |